# ディスクロージャー (バンド)
ディスクロージャー（Disclosure）は、ガイ・ローレンス（Guy Lawrence、1991年5月25日 - ）とハワード・ローレンス（Howard Lawrence、1994年5月11日 - ）の兄弟によって結成された、イングランドサリー出身のダンス・ミュージックデュオである。

## 来歴

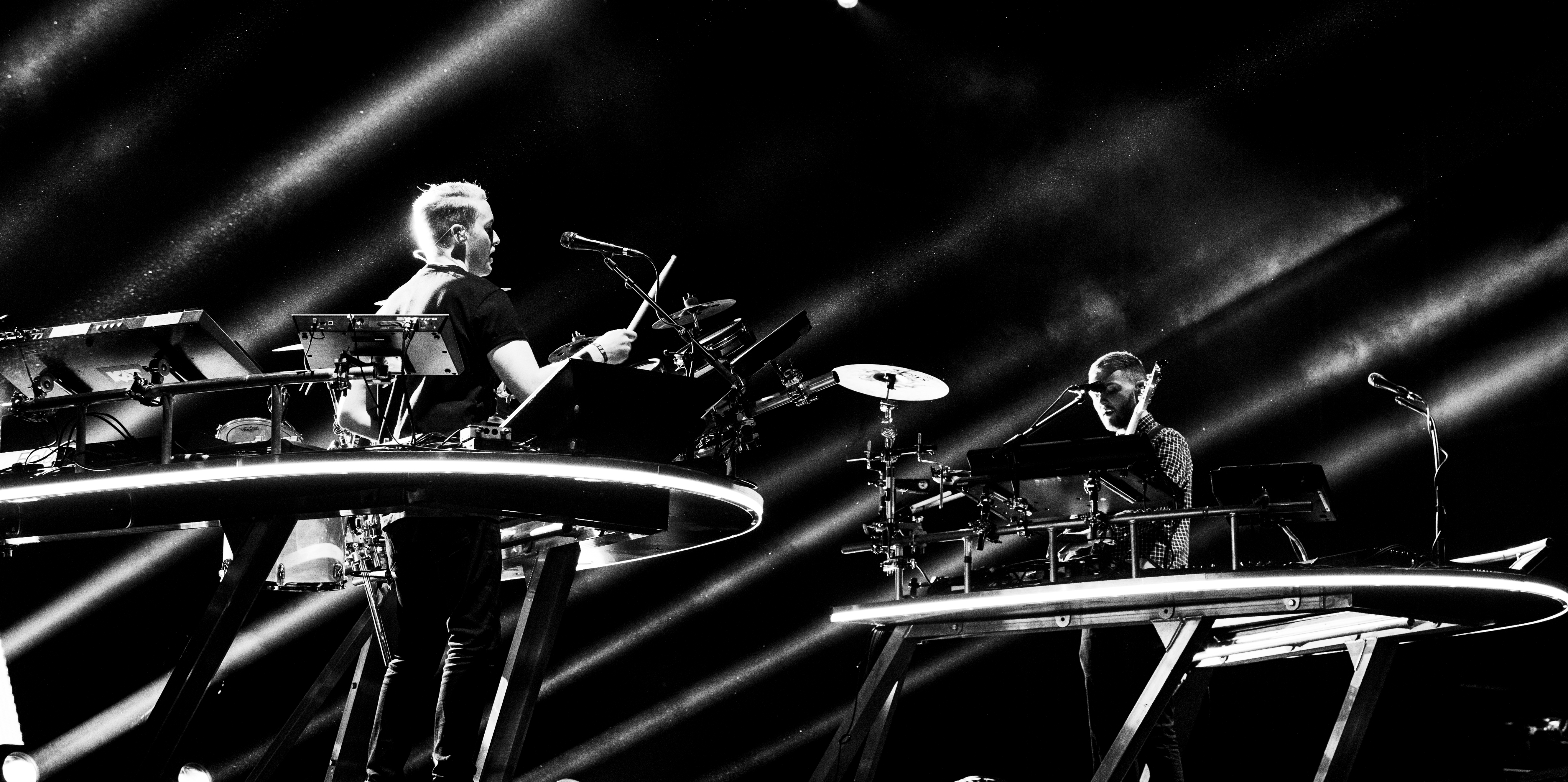
ライブでのDisclosure（2016年）

2010年にロンドンの名門インディーレーベルであるモシモシ・レコーズからシングル「Office Dexterity」でデビュー。サム・スミスをボーカルに迎えた2012年リリースのシングル「Latch」が話題となり、全英シングルチャートで最高11位を記録したほか、2013年に入ってからも「White Noise」(同2位)、「You & Me」(同10位)とヒットシングルを連発する。
2013年5月に満を持してリリースしたデビュー・アルバム『セトル（Settle）』は全英チャートで初登場1位となった。また、本作は批評家筋から軒並み高い評価を獲得し、ピッチフォーク・メディアはこの年のベスト・アルバムランキングにおいて3位に、スピンは同4位に、ビルボードは同3位に、ステレオガムは同4位に選出した。2014年に入ると「Latch」が全米チャート最高位7位にランクインするなどアメリカでも火がついた。
2013年9月には、恵比寿LIQUIDROOMにて、アルーナジョージとともに、初の来日公演を行った。2014年5月14日に大阪 BIG CATで、5月15日に新木場スタジオコーストで単独公演を開催。同年7月、フジロック・フェスティバル2014に初出演。
2015年9月、2ndアルバムとなる『カラカル（Caracal）』を発表。今作は前作にも参加したサム・スミスに加えてザ・ウィークエンド、ロード、ミゲルといった豪華な顔ぶれがゲストボーカルとして参加している。チャート成績としては前作に次いで全英チャート1位、全米チャートでも9位を記録した。
2016年7月に開催されたフジロック・フェスティバル'16にて再来日。初日のホワイトステージのトリを飾った。
2020年8月28日、3作目のアルバム『エナジー（Energy）』をリリースした。ゲストヴォーカルに、Kelis、Channel Tres、Aminé、Slowthai、Mick Jenkins、Fatoumata Diawara、Blick Bassy、Kehlani、Syd、Commonなどが参加した。
2022年、有名音楽プロデューサー/DJのZeddとコラボ曲をリリースした他、再びサム・スミスとタッグを組み、サム・スミスの楽曲である「Unholy」のリミックスをリリースした。
2023年7月14日、4作目のアルバム『アルケミー（Alchemy）』をリリースした。

## ディスコグラフィー

### スタジオ・アルバム
- Settle (2013年)
- Caracal (2015年)
- Energy (2020年)
- Alchemy (2023年)

### EP
- Carnival (2011年)
- The Face (2012年)
- The Face (The Remixes) (2012年)
- Latch (The Remixes) (2012年)
- Control (2013年)
- The Singles (2013年)
- Caracal (2015年)
- Moog for Love (2016年)
- Moonlight (2018年)
- Ecstasy (2020年)
- Never Enough (2021年)